# The Vatican (мікстейп)
The Vatican — мікстейп детройтського реп-гурту Natas, прем'єра якого відбулась на сайті лейблу Reel Life Productions acidrap.com 25 березня 2009. Реліз, перший за 3 роки, містив буклет з рекламою попереднього замовлення майбутнього студійного альбому Mastamind Toxsic Avenger, що вийшов на Reel Life Productions і AKNU Media у 2009.

## Список пісень
| №  | Назва            | Тривалість | Виконавці             |
| -- | ---------------- | ---------- | --------------------- |
| 1  | «Bernard Madoff» | 3:40       | Esham, TNT, Mastamind |
| 2  | «Rap Battle»     | 2:48       | Esham, Mastamind      |
| 3  | «Died2Day»       | 3:28       | Esham, Mastamind      |
| 4  | «Blood»          | 1:49       | Mastamind, Esham      |
| 5  | «CURSEONU»       | 3:06       | Esham, Mastamind      |
| 6  | «The Vatican»    | 3:58       | Esham, Mike Puwel     |
| 7  | «Outofurmind»    | 2:07       | Esham, Mastamind      |
| 8  | «MILF»           | 3:38       | Esham, TNT, Mastamind |
| 9  | «WorldCrazy»     | 3:22       | Mastamind             |
| 10 | «Hypocrisy»      | 2:56       | Esham, Mastamind      |